# La Cinquième Montagne
La Cinquième Montagne est un roman écrit par le Brésilien Paulo Coelho.

## Synopsis
Neuf siècles avant notre ère, le prophète Élie reçoit l'ordre de Dieu de quitter Israël, tombé aux mains des rois impies. Sa route l’emmènera en Phénicie, à Sarepta qui est assiégée par l'armée assyrienne. Il y perdra tout ce qu'il aime et se révoltera alors contre Dieu.

Un ange lui donnera les réponses aux questions qu'il se pose, notamment sur la raison de la souffrance et l'existence du mal.

Élie regagnera son pays pour combattre Jézabel et Achab, adorateurs du dieu Baal.